# Транспорт
Транспортът (от латински: trans, „през“, и portare, „нося“) е придвижването на хора и стоки от едно място на друго. За тази цел се използва пренос по релсови, водни и шосейни пътища, по въздух, по тръбопроводи и други. Транспортът е един от основните отрасли на икономиката и за функционирането му са необходими специализирана транспортна инфраструктура, превозни средства и организация на цялостната дейност.
Транспортът и телекомуникациите не са взаимозаменяеми. Ръстът в транспортната сфера обаче е свързан непосредствено с комуникацията, която е жизнено необходима за развитието на транспортните системи – от жп линиите, в случаите на двустранно движение по един коловоз, до управлението на полетите, при което е необходимо управление на точното местоположение на въздушното транспортно средство в небето. При планирането на транспорта се използват оптимални схеми за придвижване на товарите и хората. Информацията за всяка една пратка, независимо дали става въпрос за танкер с петрол или за пратка от няколко грама, може да се проследи в глобалната информационна система.

## Видове транспорт
Транспортът се осъществява по няколко основни начина, всеки от които използва специфични превозни средства, инфраструктура и организация. Транспортирането на даден пътник или стока може да включва съчетание от няколко от тези основни начини – интермодален транспорт. Всеки от видовете транспорт има свои предимства и недостатъци, като изборът между тях се определя от стойността, капацитета и бързината.

### Пренос от хора и животни
Най-ранната форма на транспорт е пренасянето от човек чрез ходене, бягане или плуване. Развитието на техниката е довело до силно ограничаване на тази форма на транспорт. Днес тя се използва главно в слабо развити или трудно достъпни области, където няма условия за използването на други начини за превоз. Макар че хората могат да ходят без специална инфраструктура, наличието на пътища улеснява придвижването им. В света едни от най-известните хора-носачи и водачи са шерпите, които са активни участници в покоряването на едни от най-високите върхове в света, но остават в сянка.
Домашните работни животни, като коне, магарета и говеда, също могат да се използват за пренос на хора и стоки. Те превъзхождат значително хората по бързина, издръжливост и капацитет.
Широко използвани в света са и рикшите, които се задвижват от хора, включително и в Европа, където се използват в малка степен основно велорикши. Основно в миналото за пощенски услуги са използвани и пощенски гълъби. Специално в Канада и Аляска са използвани кучета в кучешки впрягове за теглене на шейни през зимата.

### Пътен транспорт
Пътният транспорт възниква с появата на първите колесни превозни средства, които изискват за нормалното си придвижване специално подготвени трасета – пътища. Те са подравнени участъци от терена, а днес често и със специална пътна настилка, която улеснява преминаването на превозните средства. В рамките на селищата пътищата се наричат улици.
В края на XVII век и началото на XVIII век преди развитието на жп транспорта, за осигуряването на пощенските услуги и бързото придвижване на пътници се появява дилижансът. За подобряване на скоростта на движение започват да се правят и първите пътища с много по равна настилка от съществуващите преди – макадам.
В наши дни основните превозни средства, които използват пътищата, са автомобилите, включително автобусите, предназначени за превоз на голям брой хора, и камионите, предназначени за превоз на товари. Най-голям е броят на леките автомобили, предназначени за транспортиране на малък брой хора или малки товари. Те предоставят голяма функционална гъвкавост за сметка на по-неикономичната си работа. Пътищата се използват и от други превозни средства, като мотоциклети и велосипеди.

### Воден транспорт
Водният транспорт се осъществява с помощта на плавателни съдове, като шлепове, лодки или кораби, придвижващи се в естествен или изкуствен воден басейн, като море, океан, езеро, канал или река. В миналото голямо значение за водния транспорт има използването на вятъра, но повечето съвременни плавателни съдове, използвани за транспортни цели, се задвижват с двигатели, използващи за гориво слаборафиниран нефт – котелно гориво.
Макар и сравнително бавен, водният транспорт е много ефективен при превозването на големи количества трайни стоки. При междуконтиненталните превози той е много по-евтин от основната алтернатива, въздушния транспорт. В същото време достъпът до водния транспорт е ограничен от географските условия – наличието на достатъчно голям воден басейн, в който да могат да се придвижват плавателните съдове. От изключително значение за развитието на водния транспорт е не само наличието на морска или океанска територия до определена държава, но и наличието на подходящи пристанища: с необходимата дълбочина, защитеност от ветровете и бурите, подходящи места за товарене и разтоварване, пристанищни площи за съхранение на товарите и инфраструктура за разпределение и транспорт на товарите към вътрешността.

### Железопътен транспорт
Железопътният транспорт използва специални пътища, най-често с две успоредни стоманени релси. По-ограничено приложение имат монорелсовите пътища и магнитни системи, като маглев. Превозните средства, движещи се по релсовите пътища, се наричат влакове. Те обикновено се задвижват от локомотив, в наши дни най-често с електрическа или дизелова тяга.
Изграждането и поддържането на железопътните линии е по-скъпо от това на пътищата, но триенето между релсите и колелата на влаковете е много по-слабо, отколкото между пътната настилка и гумите на автомобилите, което прави железопътния транспорт по-малко енергоемък от автомобилния.
Някои съвременни железопътни линии са предназначени за придвижване на пътници с висока скорост, като влаковете могат да достигат скорости до 350 km/h. Такива линии изискват специална конструкция и поддръжка на релсовите пътища. В градски условия се използват подземни железници (метро), както и трамваи – относително къси влакове без обособен локомотив.

### Въздушен транспорт
Въздушният транспорт използва като превозни средства летателни апарати, най-често самолети, които се придвижват във въздуха. Те обикновено се нуждаят от специални наземни съоръжения, летища, в които се осъществява товарене и разтоварване, поддръжка и зареждане с гориво.
Въздушният транспорт е най-бързият начин за превозване на хора и стоки, като пътническите самолети могат да достигат скорост до 875 km/h. В същото време той е сравнително скъп и енергоемък, а относително малкият капацитет на летателните апарати ограничава използването му за превоз на стоки.

### Други видове
В индустрията има разработени различни технологии за транспорт на материалите. Те се използват самостоятелно или в комбинация помежду си.

#### Тръбен транспорт
Тръбният транспорт се използва основно за транспорта на различни флуиди:
- Нефт
- Петролни продукти като бензин, дизелово гориво и др.
- Вода – питейна, за поливане, за охлаждане в промишлени предприятия и други
- Различни видове товари с използването на сгъстен въздух, така наречен пневматичен транспорт, включително транспорт на насипни товари и пневматична поща.
- Транспорт на пара и гореща вода при топлофикацията на големите градове.

#### Вътрешнозаводски транспорт
Вътрешнозаводският транспорт е задължителна част от технологичните проекти на предприятията. В зависимост от произвежданата продукция трябва да се осигурява транспорта на суровините от склада до опаковането на готовата продукция. Използват се електрокари, мотокари, телфери, транспалетни колички и товарни асансьори. При производства с по-висока степан на автоматизиране се използват ролганги, транспортни ленти, конвейери и робокари при напълно автоматизирано придвижване на детайлите, инструментите и готовата продукция, както при ГАПС-овете.

#### Минен транспорт
Минният транспорт е вид вътрешнопроизводствен транспорт, съобразен с изискванията на средата в мините. Те могат да бъдат подземни и надземни. При подземния транспорт те трябва да са съобразени с взривоопасните условия в подземните галерии. При надземните мини обикновено става въпрос за разкриването на големи земни площи, пренасянето на земните маси на определено разстояние и връщането им на място след изчерпване на запасите. Използват се големи камиони, в последно време с използването на роботизирани превозни средства. Използват се и транспортни ленти. В България транспортни ленти за въглища намират широко приложение в Мини Марица-изток, които захранват ТЕЦ-овете край Стара Загора с въглища.

#### Транспорт в обществени сгради
В сградите и специално в големите обществени сгради като МОЛ-ове, летища, гари, метро и други освен асансьори се използват различни транспортни средства като ескалатори, асансьори и траволатори.

#### Въжен транспорт
Въжения транспорт се използва за транспорт на товари и транспорт на хора. Въженият транспорт осигурява придвижването на туристи в места, които често пъти са недостъпни по други технологии и намаляват като цяло въздействието върху околната среда.

#### Космически транспорт
Космическият транспорт включва изстрелването и достигането на космическото пространство на товарни и обитаеми космически кораби. При това от голямо значение за бъдещето развитие на космическите полети е намаляване на цената на всеки килограм товар, изстрелян в космоса. Отпадните материали обикновено се изгарят при връщане в атмосферата на Земята.
Специален вид транспорт в космоса са превозните средства за транспорт върху повърхността на други планети и Луната. Почти всички те са автономни и управлявани от Земята. Изключение прави Лунар Роувър, използваното превозно средство от астронавтите на Луната при програмата Аполо.

#### Според функциите
според товара
- Пътнически транспорт
- Товарен транспорт
- Военен транспорт
- Извънгабаритен транспорт

според обхвата
- Градски транспорт
- Извънградски транспорт
- Междуградски транспорт
- Международен транспорт

## Компоненти
Понятието транспорт включва в себе си няколко аспекта; грубо могат да се разбият на инфраструктура, транспортни средства и управление. Инфраструктурата включва използваните транспортни мрежи и пътища, въздушни коридори, канали, тръбопроводи, мостове, тунели, водни пътища и т.н.), а също транспортни възли или терминали, където се извършва товаро-разтоварни дейности или прехвърляне на пътници от едни на друг вид транспорт (например, летища, гари, автобусни спирки и пристанища). Във водния транспорт инфраструктурата съществено се подобрява с изградените канали, шлюзове, пристанища и други. Едни от най-важните достижения в тази област са изградените Суецки канал, Панамски канал и предвиденият за изграждане Никарагуански канал, които осигуряват на големите кораби много по-кратки и по-сигурни водни пътища.
Транспортните средства обикновено са автомобилите, велосипедите, автобусите, влаковете, самолетите, корабите. Под управление се разбира контролът над системата, например сигналите на светофара, железопътните стрелки, управлението на полетите и т.н., а също така правилата (освен всичко останало и правилата за финансиране на системата: платени пътища, данъци и акцизи върху горивото и т.н.).

## Сигурност
От древността до наши дни един от основните проблеми на транспорта е сигурността на пътниците и товарите.
- Сухопътен транспорт: основните проблеми в миналото са свързани с преминаването на безлюдни пространства далеч от населените места. Всяка една държава е трябвало да се справя и с различни бандитски групировки, които се прехранват с нападения върху транспортните кервани, организирани специално за преминаване на опасни участъци.

- Воден транспорт: Преодоляващите големи водни площи транспортни средства са лесна плячка за вражеските и пиратските кораби. През Втората световна война битката на подводниците на Райха като цяло създават значителни проблеми на транспортните кораби на САЩ и Великобритания. Използват се различни видове защита и транспортни схеми за преодоляване на откритите пространства на моретата и океаните, включително създаване на система за конвоиране на транспортните кораби, включваща различни бойни кораби за борба с противника.

През последните години сомалийските пирати са основен проблем на морския транспорт специално в Индийския океан. Съвременно пиратство има и в страните от Латинска Америка.
- Въздушен транспорт: През началните години на развитието на въздушния транспорт, основните проблеми са свързани с техническата надеждност на самолетите. Техническото ниво на въздушния транспорт е такова, че този вид транспорт е най-надеждният, с най-малко катастрофи на изминато разстояние. Едни от главните проблеми в съвременността е свързан с различни терористични актове. Един от най-известните е атентатът над Локърби, довел до приемането на санкции срещу Либия от ООН. Най-известният атентат е използването на отвлечени самолети при атентатите от 11 септември. В резултат на тези атентати се въвеждат много по-строги правила за пътниците на летищата и от самолетните компании.

## Планиране и организация
В съвременните условия има изградени различни логистични схеми за придвижване на товарите от производителите до крайните клиенти. Те служат основно за оптимизирането на разходите, както и максимално удовлетворяване на качеството на транспортната услуга.

### Контейнерни превози
Контейнерните превози се извършват с различни видове транспорт в това число вода (морски и речен транспорт), суша (автомобилен и жп транспорт) и въздушен. Широкото разпространение на контейнерния транспорт се дължи на следните предимства:
- Ускорява се превозването на товарите, тъй като изпращача поставя различни дребни товари в един контейнер и неговото пренасяне до крайната точка става без допълнителни товарно-разтоварни дейности.
- Използваните в целия свят контейнери по ISO имат стандартизирани размери, което позволява да се създава специализиран транспорт – специални контейнеровози. Също така да се изграждат специални съоръжения за товаро-разтоварни дейности, осигуряващи висока степен на автоматизация и производителност.
- Закрепването на контейнерите на транспортното средство става бързо и лесно и не е необходимо да се правят специални закрепвания за тях.
- Възможност за бързо претоварване от едно превозно средство на друго, например от автомобил на жп вагон.
- Намаляват се междинните складови площи, както и отпада необходимостта от закрити складове, стелажи и други.

### Ро-Ро превози
Ро-Ро (английски: Roll-on/roll-off (RORO или ro-ro)) корабите са плавателни съдове, конструирани за транспорт на автомобили, жп вагони и други, при които се товарят и разтоварват корабите на собствен ход за разлика от системата lift-on/lift-off (LoLo) кораби, при които се използват кранове за товарене и разтоварване на кораба.

### Куриерски услуги
При малки пратки, документи, както и при необходимост от бърза доставка широко се използват куриерски услуги. Има много фирми специализирани в тази област, разполагащи със собствен транспорт (основно автомобили), а някои от тях и собствен въздушен транспорт. През годините тези услуги стават все по-популярни, като основното предимство е бързината и доставката на пратката от врата до врата.

## Стопанско значение
Транспортът е един от ключовите фактори за развитието на икономиката и глобализацията. В съвременните условия на производство ролята на транспорта е основна. При оценката на условията за производство в даден регион и на определено изделие, основен фактор са и транспортът на суровините и транспортът на готовата продукция. При това голяма роля играят логистиката и фирмите по логистика, осигуряващи най-благоприятните условия на транспорт.
Развитието на туризма като част от икономиката на определена страна зависи в голяма степен от развитието на транспорта. В България осигуряването на добър въздушен транспорт във Варна и Бургас осигурява добра инфраструктура за туристите по Черноморието през лятото.

### Същност, значение и особености
Транспортът е отрасъл, при който не се преработват суровини и не се създава нова продукция, а се превозват хора и товари на различни разстояния по предварително определен маршрут. Отрасълът поглъща много капитали. От организацията му зависи стопанското и общественото развитие – чрез него се преодолява пространствената отделеченост между производители и потребители.

### Фактори за развитие
- географско положение
- социално-икономически:
  - държавната политика в отрасъла
  - концентрацията на производствени мощности и на население
  - международното разделение на труда
  - гъстотата на селищната мрежа

### Транспортна система. Видове транспорт
Транспортната система е сложна, динамична социално-икономическа система. Тя включва всички видове транспорт, транспортни средства, пътища, транспортни възли, складови бази, ремонтни предприятия. Те са взаимносвързани, взаимодействат си, имат общо управление и обслужват стопанските превози.

## Вредни въздействия
Транспортът създава винаги социални проблеми, които като външен ефект се понасят не само от тези, които го предизвикват (участниците в движението).

### Заемане на площи
Транспортните средства и инфраструктурата (улици, жп линии и друга инфраструктура) се нуждаят от много пространство. В САЩ, Западна Европа и Япония около 5 до 10% от общата площ на тези страни през 90-те години на XX век се заема от автомобилното движение. Транспортната инфраструктура в градовете не може да расте неограничено, така че се стига задължително до конфликти между движещите се и паркираните превозни средства, както и с други превозни средства и хората.
Израз на тези проблеми е изграждането на пешеходни зони, велоалеи, подземни гаражи, многоетажни гаражи. Независимо от това зелените площи, детските площадки и местата за спорт непрекъснато се намаляват в големите градове. Една от непосредствените опасности е намаляването на местата за игра и спорт и като следствие на това затлъстяване и сърдечно-съдови проблеми от много по-ранна възраст.

### Околна среда
Превозните средства замърсяват околната среда с различни вредни вещества като въглероден диоксид, азотни оксиди, фини прахови частици, въглеродни оксиди, сажди, бензен, неизгорели въглеводороди, отпадна топлина и други. От замърсения въздух тези замърсявания попадат в почвата, растенията и водата. Едно от преките следствия на замърсявания е наличието на така наречените киселинни дъждове. Замърсяване индиректно се появява и от използването на различни соли за намаляването на замръзването на пътищата през зимата.
При морския транспорт освен замърсяването от непосредствената дейност на транспортните средства се появява например проблемът с катастрофи или загуба на товари като контейнери. Около 10 хиляди контейнера годишно се губят (падат) в световния океан и представляват опасност за корабоплаването. Около 10% от тях съдържат вредни вещества, които падайки на дъното на моретата и океаните ги замърсяват.

### Шум
Шумът се получава от железопътния, въздушния и автомобилния транспорт. Той директно влияе върху здравето на хората. Рискът от сърдечен инфаркт се увеличава значително при наличието на шум. Намаляването му може да стане с изграждането на шумозаглушителни прегради, подобряването на остъкляването на сградите, ограничаването на скоростите в градска среда, както и по-широкото внедряване на електрически автомобили.

### Екология
При движението на транспортните средства и особено на големите кораби между различни региони в света се осъществява пренасяне на различни животински видове в нови региони. Това често става например чрез изхвърлянето на баластни води, (английски: sailing ballast). При липсата на естествени врагове някои видове бързо се размножават и унищожават местните видове. В резултат на това в Черно море изчезват редица ценни видове риба и постепенно изчезва черноморската мида. Вместо това се размножават чуждите за морето рапани и гребенести. Това се получава и при създаването на свързани канални системи между различни морета и вътрешни водоеми, като например изградената система от канали в Русия, наречена Единна дълбоководна система на Европейската част на Руската федерация, свързваща Бяло море, Балтийско море, Волга, Москва, Каспийско море и Черно море. През Дунав и изградената канална система в Западна Европа Черно море е свързано със Северно море.

### Жертви
Съгласно данни от 2015 година в света за година загиват 1,25 милиона души от нещастни случаи в транспорта. Тенденцията, вследствие на по-добра организация, по-висока дисциплина и по-добра пътна мрежа, е в развитите страни този брой да намалява, за разлика от развиващите се страни, където броят на загиналите расте.

## Транспортна система в България[11]

### Жп транспорт
Първата жп линия в България е Русе – Варна с дължина 223 km и е завършена през 1866 година. През 1884 година жп транспортът става държавен: създават се Български държавни железници (БДЖ). През 1966 година общата дължина на железопътните линии в България е 5788 km.

### Воден транспорт
През 1882 година в България се основава Българското търговско параходно дружество, а през 1945 година Български морски флот.

### Сухопътен транспорт
През 1966 година в България има изградени близо 71 хиляди километра пътища, свързващи 4739 селища в България.

### Въздушен транспорт
Въздушният транспорт в България започва през 1927 година, когато се открива международната въздушна линия Париж – Белград – София – Истанбул. През 1947 година се открива първата вътрешна въздушна линия София – Бургас. През 1949 година се създава дружеството ТАБСО. През 1967 година вътрешните въздушни линии са 1940 км, а външните – 17 500 км. През 1968 година се създава БГА Балкан.
През 1970-те години редовни пътнически полети се осъществяват към Стара Загора, Русе, Търговище, Пловдив, Видин, Силистра.
След извършената приватизация на БГА Балкан от правителството на Иван Костов Балкан окончателно е фалирана.

## Перспективи
Като една от основните съставни части на съвременния живот транспортът е обект на въвеждането на нови най-модерни технологии.

### Маглев
Маглев – това е влак на магнитна възглавница (от англ. magnetic levitation – „магнитна левитация“) – задържан и управляван от силата на електромагнитното поле. Такъв влак, за разлика от обикновените влакове, при движението си не се допира до повърхността на релсите. В този случай няма триене при движението и остава само аеродинамичното съпротивление при движение на влака с голяма скорост. Както и при другите високоскоростни влакове този вид транспорт изисква изграждането на специални трасета.

### Автономни автомобили
Има много експерименти за създаването на автономни автомобили. По тези разработки се работи и от страна на големите автомобилни фирми и от големите фирми от САЩ, свързани с информационните технологии. Има редица специалисти, които считат, че създаването на надеждна система за автономни автомобили ще доведе до огромна промяна в нагласите на съвременния човек чрез отказ от личен автомобил и нов начин на живот.